# Jabal Umm ad Dami
El Jabal Umm ad Dami (àrab: جبل أم الدامي, Jabal Umm ad-Dāmī), a l'històric Wadi Rum, és una muntanya de Jordània, que amb 1.854 metres per sobre el nivell del mar, és el punt més alt del país. Es localitza prop de la frontera amb l'Aràbia Saudita, a la governació d'Aqaba.